# Mesocyclops yutsil
Mesocyclops yutsil is een eenoogkreeftjessoort uit de familie van de Cyclopidae. De wetenschappelijke naam van de soort is voor het eerst geldig gepubliceerd in 1996 door Reid in Fiers, Reid, Iliffe & Suárez-Morales.